# USS Philadelphia (1776)
Pour les autres navires du même nom, voir USS Philadelphia.
L'USS Philadelphia est une canonnière de la Continental Navy. Utilisée par des soldats de la Continental Army, elle fait partie d'une flotte sous le commandement du général Benedict Arnold qui combat le 11 octobre 1776 lors de la bataille de l'île Valcour contre une flotte plus importante de la Royal Navy sur le lac Champlain.
Bien que de nombreux bateaux américains participant à la bataille sont endommagés, le Philadelphie est l'un des rares à couler ce jour-là. Dans les jours qui suivent la bataille principale, la plupart des autres bateaux de la flotte américaine sont coulés, incendiés ou capturés. C'est l'un des rares navires de ce type utilisés pendant la guerre d'indépendance des États-Unis.
En 1935, l'archéologue amateur de marine militaire Lorenzo Hagglund la retrouve au fond du lac Champlain et la renfloue. Léguée à la Smithsonian Institution en 1961, le Philadelphie et les artefacts associés font partie de la collection permanente du musée national d'histoire américaine, à Washington.
Le navire est inscrit au registre national des lieux historiques et est un site historique national.